# Emmanuel Ntim
Emmanuel Ntim, né le 12 mars 1996 à Kumasi, est un footballeur ghanéen qui évolue au poste de défenseur.

## Biographie

### En club
Arrivé de la Right to Dream Academy d'Accra au Ghana en 2014, Emmanuel Ntim joue son premier match professionnel avec le Valenciennes FC le 27 novembre 2015 en entrant en cours de match face à Clermont. Il disputera ensuite 11 matchs en tant que titulaire durant le reste de la saison. Il signe son premier contrat professionnel en faveur du VAFC le 25 mai 2016.
Il inscrit son premier but lors d'un match de Coupe de France face à l'AS Étaples le 11 novembre 2016.
Lors du mercato d'été 2017, il prolonge son contrat jusqu'en 2020 avant d'être prêté une saison au FC Chambly Oise qui évolue en National.
Le 30 mars 2020, le journal local Le Pivot révélait que Liverpool était intéressé par les services d'Emmanuel Ntim pour pallier le probable départ du défenseur central croate Dejan Lovren.
Après huit saisons passées à Valenciennes, il annonce son départ du club. Il s'engage dans la foulée au Stade Malherbe de Caen
Après une saison et demie avec les Caennais, il a été prêté à l'Espérance sportive Troyes Aube Champagne pour six mois. Son contrat en Normandie se termine en 2025.

### En équipe nationale
Il est sélectionné avec le Ghana pour disputer la Coupe du monde de football des moins de 20 ans 2015 qui se déroule en Nouvelle-Zélande. Lors du mondial junior, il joue quatre matchs : contre l'Autriche, l'Argentine, le Panama, et le Mali. Le Ghana atteint les quarts de finale de cette compétition.

## Statistiques
| Saison                | Club                   | Championnat           | Championnat | Championnat | Championnat | Coupe nationale | Coupe nationale | Coupe nationale | Coupe de la Ligue | Coupe de la Ligue | Coupe de la Ligue | Total | Total | Total |
| Saison                | Club                   | Division              | M.          | B.          | P.d.        | M.              | B.              | P.d.            | M.                | B.                | P.d.              | M.    | B.    | P.d.  |
| 2015-2016             | Valenciennes FC        | Ligue 2               | 12          | 0           | 0           | -               | -               | -               | -                 | -                 | -                 | 12    | 0     | 0     |
| 2016-2017             | Valenciennes FC        | Ligue 2               | 19          | 0           | 1           | 1               | 1               | 0               | -                 | -                 | -                 | 20    | 1     | 1     |
| 2018-2019             | Valenciennes FC        | Ligue 2               | -           | -           | -           | 1               | 0               | 0               | -                 | -                 | -                 | 1     | 0     | 0     |
| 2019-2020             | Valenciennes FC        | Ligue 2               | 24          | 0           | 0           | 3               | 0               | 0               | 1                 | 1                 | 0                 | 28    | 1     | 0     |
| 2020-2021             | Valenciennes FC        | Ligue 2               | 25          | 3           | 1           | 3               | 0               | 0               | -                 | -                 | -                 | 28    | 3     | 1     |
| 2021-2022             | Valenciennes FC        | Ligue 2               | 36          | 2           | 0           | 3               | 0               | 0               | -                 | -                 | -                 | 39    | 2     | 0     |
| Sous-total            | Sous-total             | Sous-total            | 116         | 5           | 0           | 11              | 1               | 0               | 1                 | 1                 | 0                 | 128   | 7     | 0     |
| 2017-2018             | FC Chambly Oise (prêt) | National              | 3           | 0           | 0           | 1               | 0               | 0               | -                 | -                 | -                 | 4     | 0     | 0     |
| 2018-2019             | Trélissac FC (prêt)    | National 2            | 8           | 1           | 0           | -               | -               | -               | -                 | -                 | -                 | 8     | 1     | 0     |
| Sous-total            | Sous-total             | Sous-total            | 11          | 1           | 0           | 1               | 0               | 0               | -                 | -                 | -                 | 12    | 1     | 0     |
| 2022-2023             | SM Caen                | Ligue 2               | 23          | 2           | 0           | -               | -               | -               | -                 | -                 | -                 | 23    | 2     | 0     |
| 2023-2024             | SM Caen                | Ligue 2               | 12          | 0           | 0           | 1               | 2               | 0               | -                 | -                 | -                 | 13    | 2     | 0     |
| Sous-total            | Sous-total             | Sous-total            | 35          | 2           | 0           | 1               | 2               | 0               | -                 | -                 | -                 | 36    | 4     | 0     |
| 2023-2024             | ESTAC Troyes (prêt)    | Ligue 2               | 9           | 0           | 0           | -               | -               | -               | -                 | -                 | -                 | 9     | 0     | 0     |
| 2024-2025             | SM Caen                | Ligue 2               | 8           | 0           | -           | 2               | -               | 0               | -                 | -                 | -                 | 10    | 0     | 0     |
| Total sur la carrière | Total sur la carrière  | Total sur la carrière | 179         | 8           | 2           | 15              | 3               | 0               | 1                 | 1                 | 0                 | 195   | 12    | 2     |